# Den danska Kriminalakademien
Den danska Kriminalakademien (DKA) (danska, Det danske Kriminalakademi) är en dansk förening som har till syfte att främja god kriminallitteratur. DKA stiftades 15 november 1986. Föreningen består av danska författare av kriminallitteratur och personer som offentligt har skrivit om kriminallitteratur eller på annat vis bidragit väsentligt till Den danska Kriminalakademiens syfte.
DKA utdelar varje år Den danska Kriminalakademiens debutantpris till bästa danska kriminalroman utgiven av en debutant och Palle Rosenkrantz-priset till författaren av det bästa kriminallitterära verk som utgivits på danska under föregående år utan hänsyn till författarens nationalitet.
Efter omröstning bland medlemmarna kan föreningen också utdela Den danska Kriminalakademiens diplom för en särskilt utmärkande insats inom genren.